# Albright (Virginie-Occidentale)
Pour les articles homonymes, voir Albright.
Albright est une ville américaine située dans le comté de Preston, en Virginie-Occidentale.
Selon le recensement de 2010, Albright compte 299 habitants. La municipalité s'étend sur 0,27 milles carrés (0,7 km2), dont 0,23 milles carrés (0,6 km2).

## Histoire
La ville a été fondée vers 1840 sur les terres de David Albright. D'abord nommée Albrightsville, elle devient une municipalité en 1914.